# MissJirachi
Élodie Nassar, née le 19 janvier 1997 à Asnières-sur-Seine, connue sous le pseudonyme MissJirachi, est une youtubeuse spécialisée dans le domaine des Pokémon.

## Biographie
En interview, MissJirachi explique que Jirachi n'est pas son Pokémon préféré. Le choix est plutôt marketing, puisqu'elle trouve que MissJirachi « rend mieux » que MissDracolosse[réf. nécessaire].
Son père est libanais, et sa mère est française.

### Débuts
MissJirachi commence à créer des vidéos dédiées à l'univers de Pokémon sur YouTube à l'âge de quinze ans. 

### Avec David Lafarge
Elle se met en couple avec le youtubeur David Lafarge lors de la Saint-Valentin 2014. Le couple collabore sur plus de 1 200 vidéos, en rapport avec Pokémon, mais aussi avec des défis variés,. Le succès de David Lafarge et MissJirachi s'explique par le choix de s'approprier la culture des Youtubeurs lifestyle et pas seulement Pokémon, avec des vidéos personnelles, où ils parlent par exemple de l'histoire de leur couple.
En février 2016, interrogée par MisterJday sur la pertinence de créer une émission de télé-réalité dédiée à la vie du couple, MissJirachi explique que les abonnés s'identifient à eux parce qu'ils sont « normaux », ce qu'une mise en scène trop importante gâcherait. De l'autre côté, au niveau marketing, David Lafarge estime que les vidéos intitulées « en couple » marchent beaucoup mieux que les autres.
David Lafarge annonce leur séparation le 2 décembre 2017,, mais il continue à tourner des vidéos chez elle.

### En solo
En 2017, elle participe à une campagne numérique de la société L'Oréal sur les femmes et la science,. Elle participe aussi à la promotion d'événements liés à Pokémon, par exemple l'ajout de nouveaux points de jeu de Pokémon Go.
La chaîne Gulli la sélectionne pour son émission Aaaaahhh !!! Le jeu qui vous met la tête à l'envers.
En 2018, Élodie Nassar vit toujours de son activité sur YouTube, mais réduit fortement le rythme de ses publications pour faire environ quatre vidéos par semaine : en réponse, son nombre d'abonnés chute lui aussi.

### Émission
En 2023, Newtiteuf avec MissJirachi et Pump décident de créer une émission nommée PokéMag où ils parleront de toutes les nouvelles actualités autour de Pokémon.